# زامبی ۱۰۰: فهرست آرزوهای یک مرده
زامبی ۱۰۰: فهرست آرزوهای یک مرده (ژاپنی: ゾン۱۰۰ ～ゾンビになるまでにしたい۱۰۰のこと～ هپبورن: Zon 100 ~ Zonbi ni Naru made ni Shitai 100 no Koto ~, "Zom 100: 100 Things I Want to do Before I Become a Zombie") یا زام ۱۰۰: ۱۰۰ کاری که می‌خواهم قبل از اینکه زامبی شوم انجام دهم یک مجموعه مانگا ژاپنی به نویسندگی هارو آسو و تصویرگری کوتارو تاکاتا است. این مانگا به صورت سریالی‌شده در مجله سینن مانگا شوگاکوکان به نام ماهنامه ساندی جین اکس از اکتبر ۲۰۱۸ منتشر می‌شود و تا ژوئن ۲۰۲۳، فصل‌های آن در چهارده جلد تانکوبون جمع‌آوری شده‌است. این مجموعه مانگا برای انتشار به زبان انگلیسی در آمریکای شمالی توسط ویز مدیا مجوز دارد.
یک مجموعه تلویزیونی انیمه اقتباسی توسط باگ فیلمز تولید و از ژوئن ۲۰۲۳ پخش شد و مجوز پخش آن در خارج از آسیا به ویز مدیا و برای جنوب آسیا و جنوب شرق آسیا به میوز کمیونیکیشن داده شده‌است.